# 成田駅

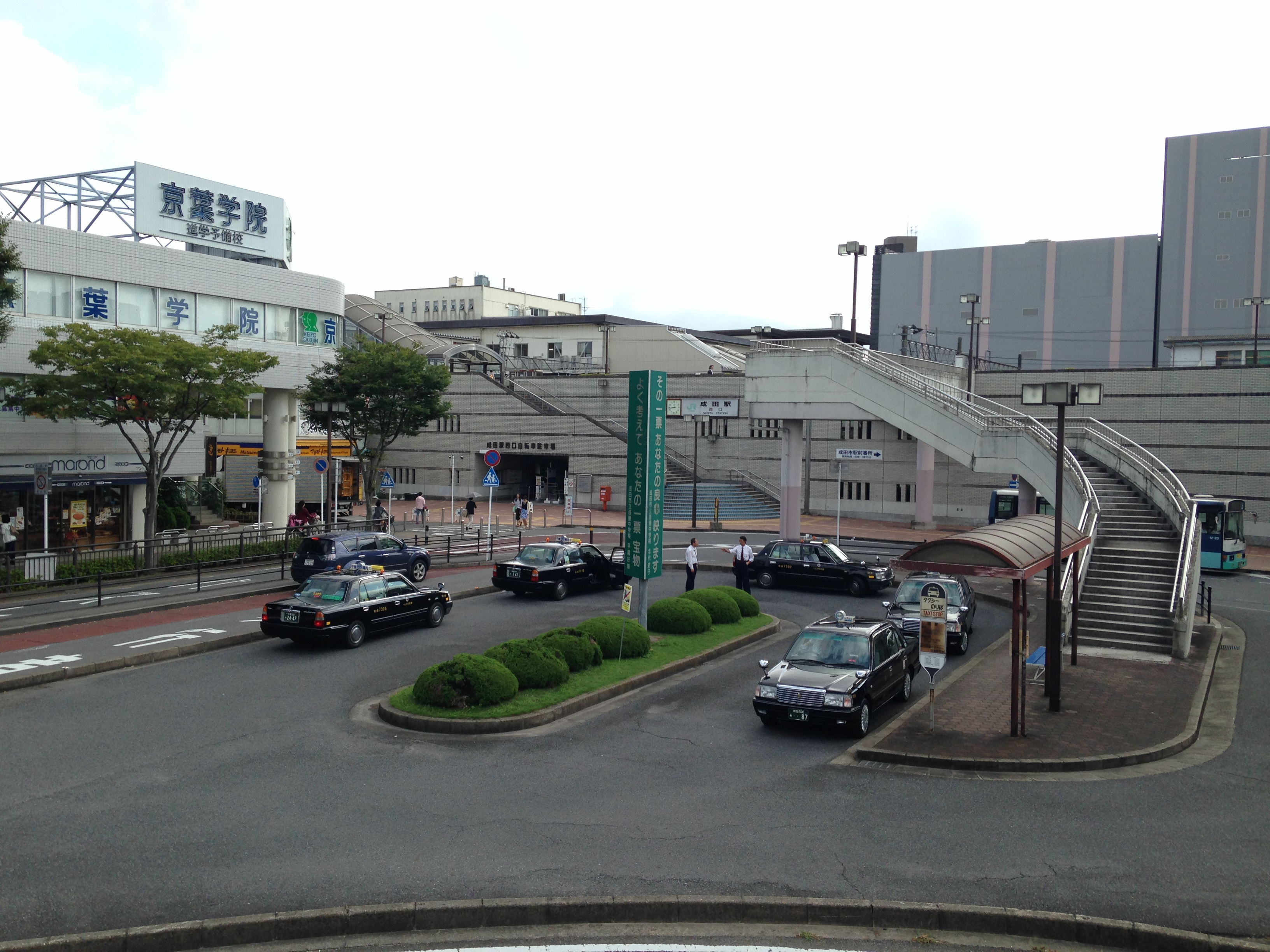
西口（2015年9月）

成田駅（なりたえき）は、千葉県成田市花崎町にある、東日本旅客鉄道（JR東日本）成田線の駅である。駅番号はJO 35。4方向に線路が延びているが、いずれも同一路線（本線、空港支線、我孫子支線）である。京成電鉄の京成成田駅と近接しており、乗換駅となっている。

## 歴史
- 1897年（明治30年）

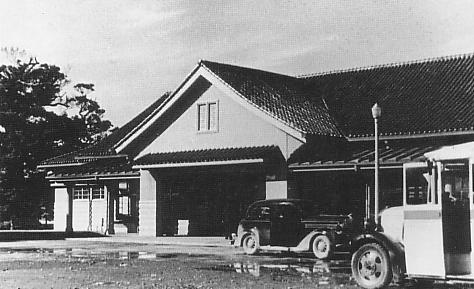
昭和初期の駅舎（1937年）

  - 1月19日：成田鉄道（初代）佐倉 - 当駅間開通時に終着駅として開設[1]。旅客・貨物取扱開始[4]。
  - 12月29日：成田鉄道当駅 - 滑河間延伸開業[1]。
- 1901年（明治34年）2月2日：成田鉄道当駅 - 安食間延伸開業[1]。
- 1911年（明治44年）7月1日：千葉県営鉄道多古線開業。
- 1920年（大正9年）9月1日：成田鉄道（初代）が買収され、国有鉄道の駅となる[1][4]。
- 1927年（昭和2年）4月1日：千葉県営鉄道多古線が成田鉄道（2代）に譲渡。
- 1935年（昭和10年）：駅本屋改築。
- 1944年（昭和19年）1月11日：成田鉄道多古線が不要不急線として休止（インドネシアの鉄道敷設に要する資材供出のため）。
- 1946年（昭和21年）10月9日：成田鉄道多古線が廃線。
- 1977年（昭和52年）7月：空港アクセスのバス発着場所として駅前広場確保のため、在来駅舎より20mバックして新駅舎の建て替え工事を開始。
- 1979年（昭和54年）4月25日：駅舎建て替え工事が完了、現在の橋上駅舎となる[5]。
- 1983年（昭和58年）8月9日：貨物取扱廃止[4]。
- 1985年（昭和60年）3月14日：荷物扱い廃止[4]。
- 1987年（昭和62年）4月1日：国鉄分割民営化により、東日本旅客鉄道（JR東日本）の駅となる[1][4]。
- 1991年（平成3年）3月19日：成田線支線当駅 - 成田空港間開業[1]。
- 2001年（平成13年）11月18日：ICカード「Suica」の利用が可能となる（佐原方面以外）[広報 1]。
- 2009年（平成21年）3月14日：佐原方面でICカード「Suica」の利用が可能となる[6]。
- 2014年（平成26年）7月1日：1番線発車メロディを成田市観光マスコットキャラクター「うなりくん」のテーマソング「うなりくん なう!」に変更[7]。
- 2018年（平成30年）8月31日：この日限りでびゅうプラザが営業終了[8]。
- 2021年（令和3年）
  - 10月31日：この日限りでみどりの窓口が営業を終了[9][3]。
  - 11月1日：話せる指定席券売機を導入[3]。

## 駅構造
単式ホーム1面1線と島式ホーム2面4線、計3面5線のホームを有する地上駅。4番線はホームの無い通過線（3・5番線の間にある）となっている。駅構内には複数の留置線を持ち、夜間などを中心に車両が留置される他、保線用施設もある。
成田線はCTC線区であるが、当駅は運転取扱駅であり信号制御は信号扱所にて行っている。1 - 3番線は千葉方がカーブしているため、1番線は上下7両以上、2番線は下り9両以上、3番線は下り13両以上の列車は駅員による乗降終了合図が行われる。駅員はITVにて乗降状況を確認し、上り列車は手旗または合図灯にて、下り列車は閉扉時機合図器にて合図を出す。
コンコースは橋上となっており、成田山新勝寺側の東口と成田ニュータウン側の西口を連絡する自由通路がある。
直営駅であり、管理駅として本線久住駅・滑河駅・下総神崎駅、我孫子支線安食駅・下総松崎駅を管理している。また、当駅駅長は成田統括センターの所長も兼務している。駅舎内には、自動改札機、話せる指定席券売機、指定席券売機（初電 - 23時55分）が設置されている。
東口側の駅舎は1979年4月に完成したもので、デザインは成田山新勝寺に象徴される信仰の町と国際色豊かな新空港を踏まえて、社寺建築風の表現にモダンさを取り入れている。具体的には神社風の趣を出すために軒桁高を高く、屋根庇を大きく張出し緩やかなアールを持たせ、柱はエビ茶、壁には鉄砲狭間を思わせる縦長スリットを入れ白色とし、色調にコントラストを持たせたものとしている。当初建設時は、正月波動の著しさに合わせ波動用券売機、精算窓口、臨時集札口設備が設けられていた。
西口は、成田ニュータウンの造成や西口土地区画整理事業に合わせ自由通路設置の要望があり、1979年に出来た自由通路及び階段により出入り出来るようになった。自由通路工事までは取付道路も無い湿原地であったため、成田市が道路を先行して施工し、工事用道路として使用して工期内に施工が完了した。西口1・2階部分は成田市営「JR成田駅西口駐輪場」（有料）となっており、1986年4月に完成した。西口へ繋がる自由通路の橋梁部分からは成田市が管理している。
2008年から2009年春にかけて駅構内の大規模リニューアルを行い、団体専用改札や自動券売機が数台撤去された一方で改札内外に冷暖房完備の待合室が設置された他、指定席券売機の設置やみどりの窓口・びゅうプラザの移設・一体化が実施された。なお、現在みどりの窓口・びゅうプラザは既に営業を終了している。
改札口から各ホームへは、階段、エスカレーター、エレベーターで連絡している。東口には階段は無いが、西口の場合階段があるため、エレベーターが設置されている。供用時間は6 - 22時であり、自転車・オートバイは不可。改札口は幅広の通路が1ヶ所あり、構内及び東口には多機能トイレも設置されている。なお、5・6番線ホーム南側のトイレは職員用である。
その他、改札外連絡通路にビューアルッテ（ATM）のほか、JR東日本クロスステーションが運営するNewDays（コンビニエンスストア）・いろり庵きらくそば（そば・うどん店）・TOKYO豚骨BASE MADE by 一風堂（ラーメン店）が、東口に成田駅前観光案内所、コインロッカー、公衆トイレが設置されている。
なお、Suica専用グリーン券券売機はホーム上には無く、改札内脇の自動精算機横に設置されている。

### のりば
| 番線 | 路線     | 通称       | 方向 | 行先                   | 備考           |
| ---- | -------- | ---------- | ---- | ---------------------- | -------------- |
| 1・2 | ■ 成田線 | 本線       | 上り | 千葉・東京方面         | 一部は3・5番線 |
| 3    | ■ 成田線 | 空港支線   |      | 成田空港方面           | 一部は1・5番線 |
| 5    | ■成田線  | 本線       | 下り | 銚子・鹿島神宮方面     | 一部は2・3番線 |
| 6    | ■成田線  | 我孫子支線 |      | 我孫子・上野・品川方面 |                |

- 成田空港駅から直通する快速は1番線、千葉方面普通列車は2番線を使用することが多い。
- 毎年1月には「成田臨」と呼ばれる当駅発着の初詣臨時列車や団体専用列車が多数発着する他、正月3が日には「成田エクスプレス」の一部が臨時停車する。
- 大晦日から元日にかけて2番線に待合室用電車が停車する。2007年から2013年3月までは211系電車5両編成が停車し、半自動ドア機能が使用されていた。
- 当駅始発の鹿島線直通列車が2本存在する。

| 運転番線 | 営業番線 | ホーム     | 我孫子方面着発 | 佐原方面着発 | 成田空港方面着発 | 千葉方面着発 | 電留線着発   | 備考               |
| -------- | -------- | ---------- | -------------- | ------------ | ---------------- | ------------ | ------------ | ------------------ |
| 1        | 1        | 15両分     | 不可           | 到着・出発可 | 到着・出発可     | 到着・出発可 | 不可         |                    |
| 2        | 2        | 11両分     | 不可           | 到着・出発可 | 到着・出発可     | 到着・出発可 | 一部入出区可 | 上り主本線         |
| 3        | 3        | 15両分     | 到着・出発可   | 到着・出発可 | 到着・出発可     | 到着・出発可 | 一部入出区可 |                    |
| 4        |          | ホームなし | 到着・出発可   | 到着・出発可 | 到着・出発可     | 到着・出発可 | 一部入出区可 | 下り主本線         |
| 5        | 5        | 10両分     | 到着・出発可   | 到着・出発可 | 到着・出発可     | 到着・出発可 | 入出区可     |                    |
| 6        | 6        | 10両分     | 到着・出発可   | 不可         | 不可             | 到着・出発可 | 入出区可     |                    |
| 7        |          | ホームなし | 到着・出発可   | 不可         | 不可             | 不可         | 不可         | 主に保守用車で使用 |

- 主本線を発着する場合は通過が可能（我孫子方面は不可）[12]。
- 当駅から成田線（佐原方面）と空港支線の分岐点（成田空港高速鉄道線起点）付近までの約2 kmの区間は、複線のように使用され、ここで行き違いすることがある。当駅から分岐点に向かって、左側の線路は上り・下り共用、右側は1・2番線に到着する上り専用。単線並列#双単線も参照。
- 電留線とホーム番線とは、入出区可能な番線が限られる（例：2・3番線は南入換線のみ可能。電留1番 - 電留6番線は不可）[12]。
- 夜間には、1・3・6番線や、酒々井寄りにある留置線（電留1番 - 電留6番、南入換線）に総武快速線用車両や我孫子支線用車両、普通列車が留置される[12]。

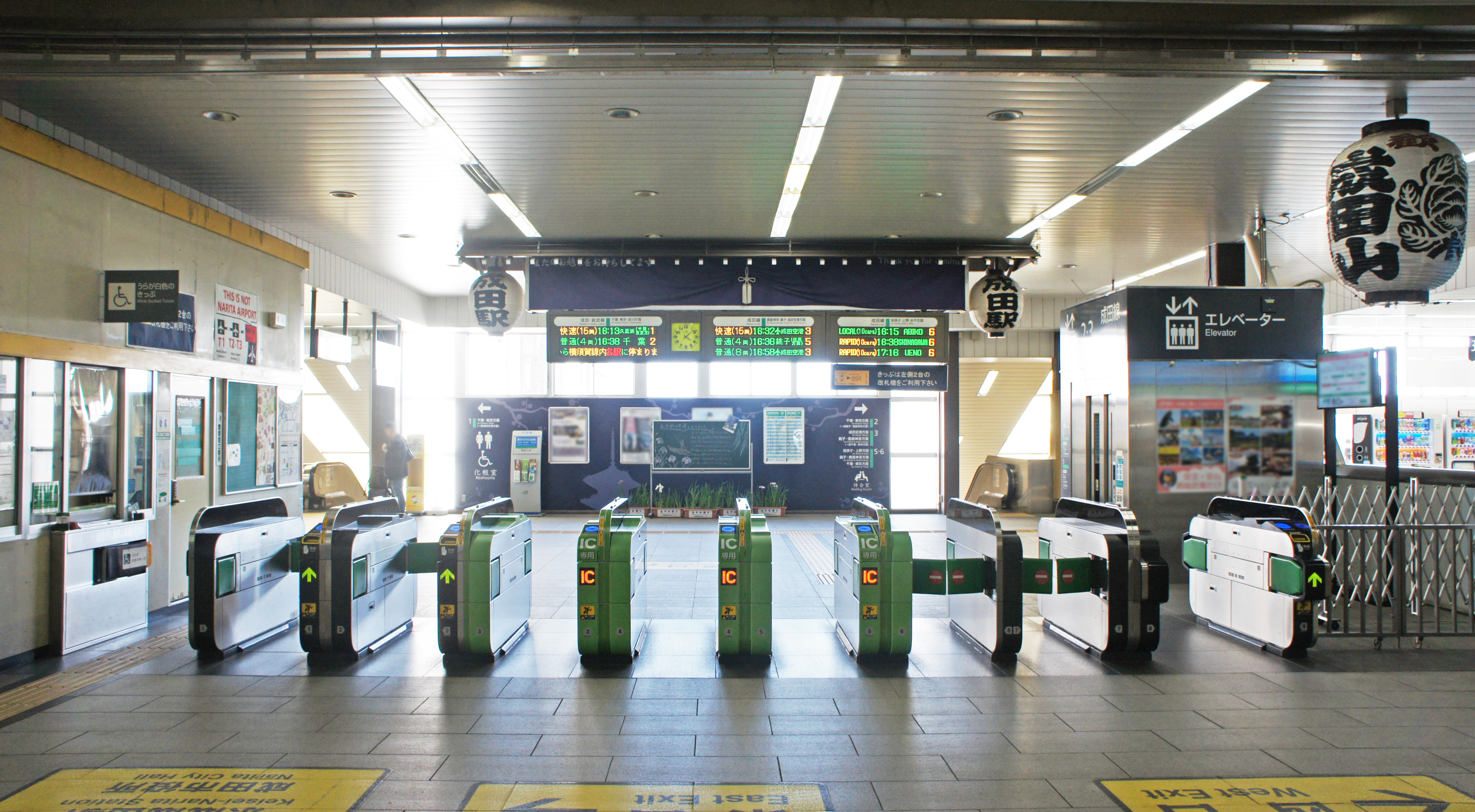
改札口（2021年5月）
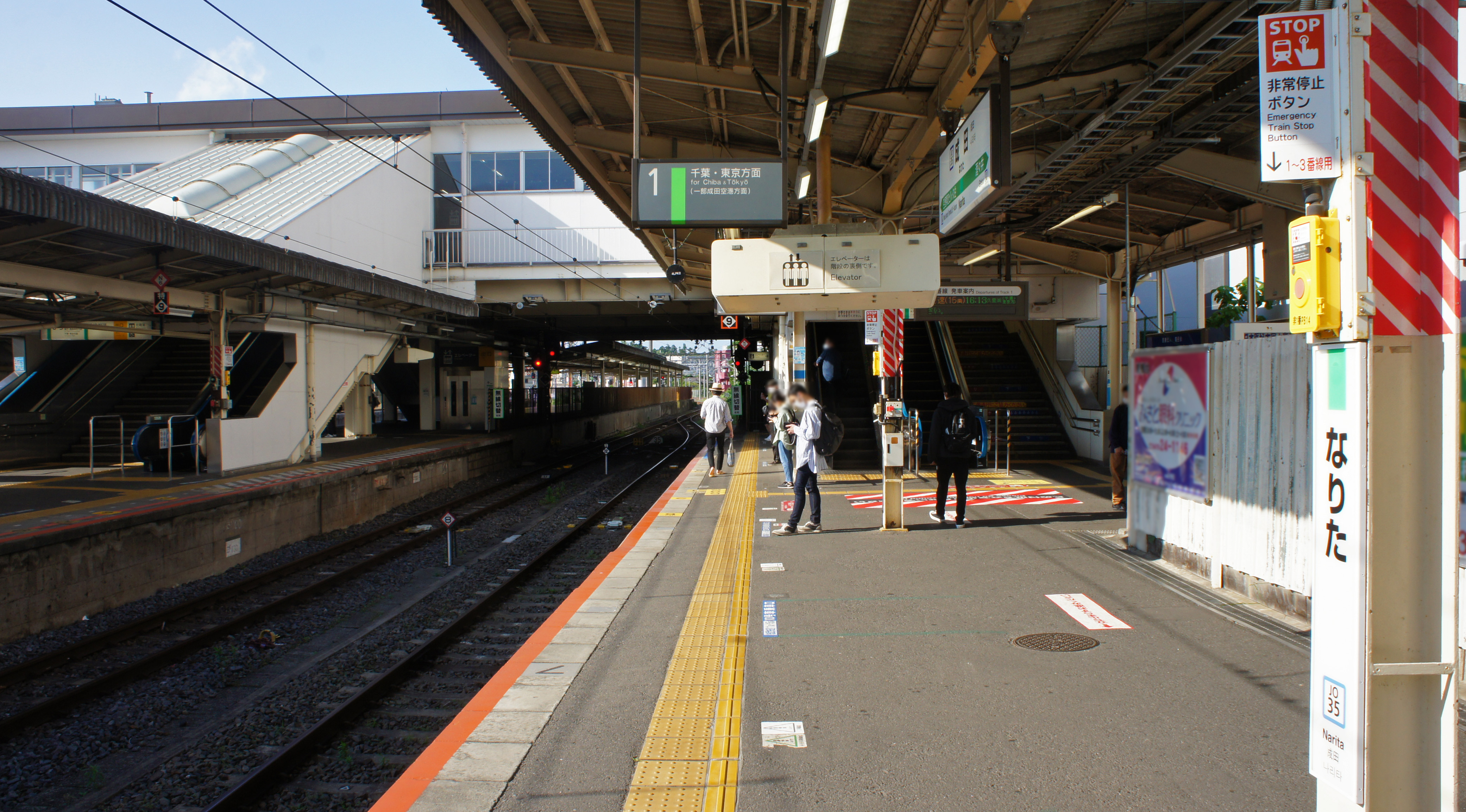
1番線ホーム（2021年5月）
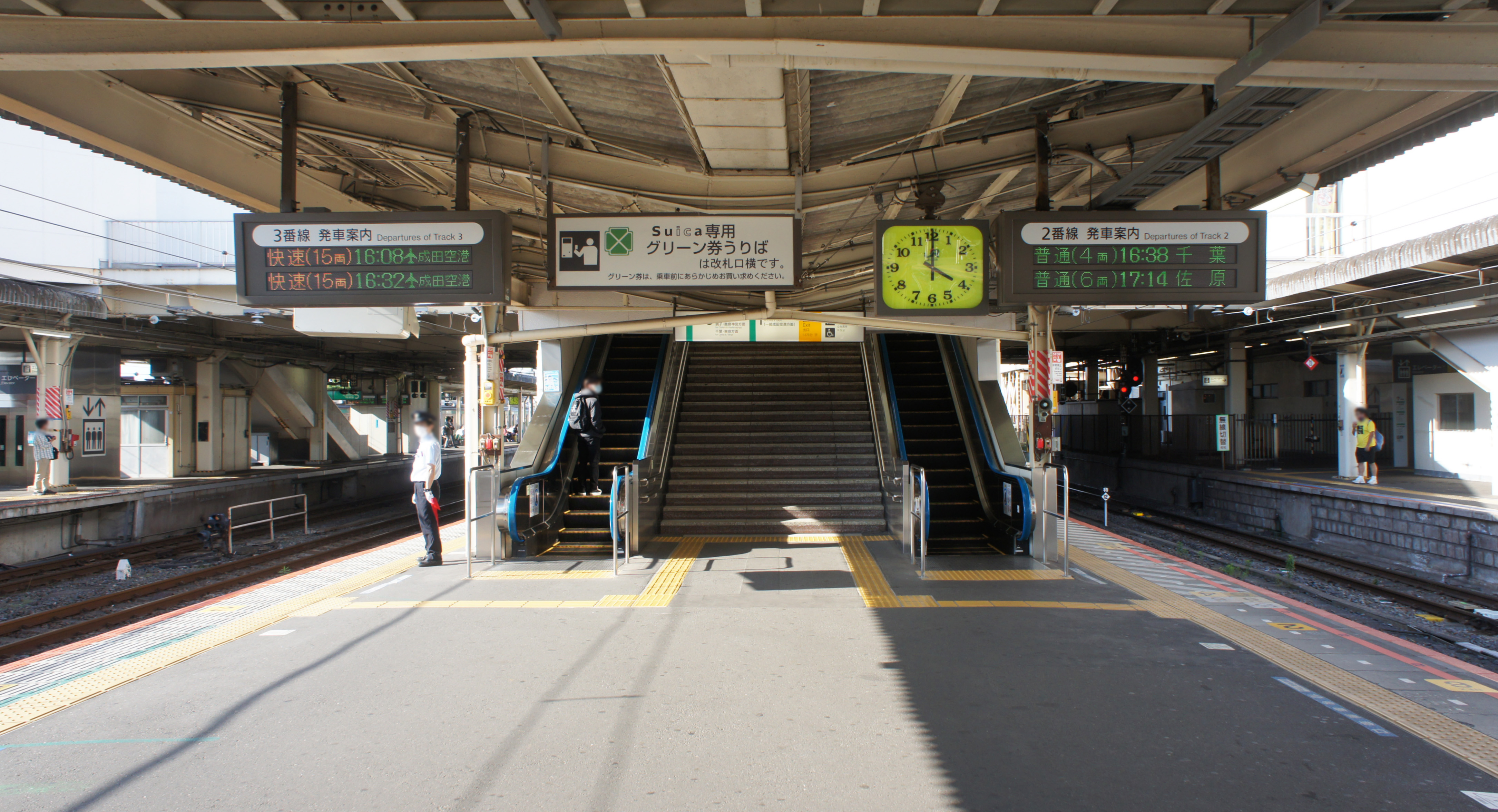
2・3番線ホーム（2021年5月）
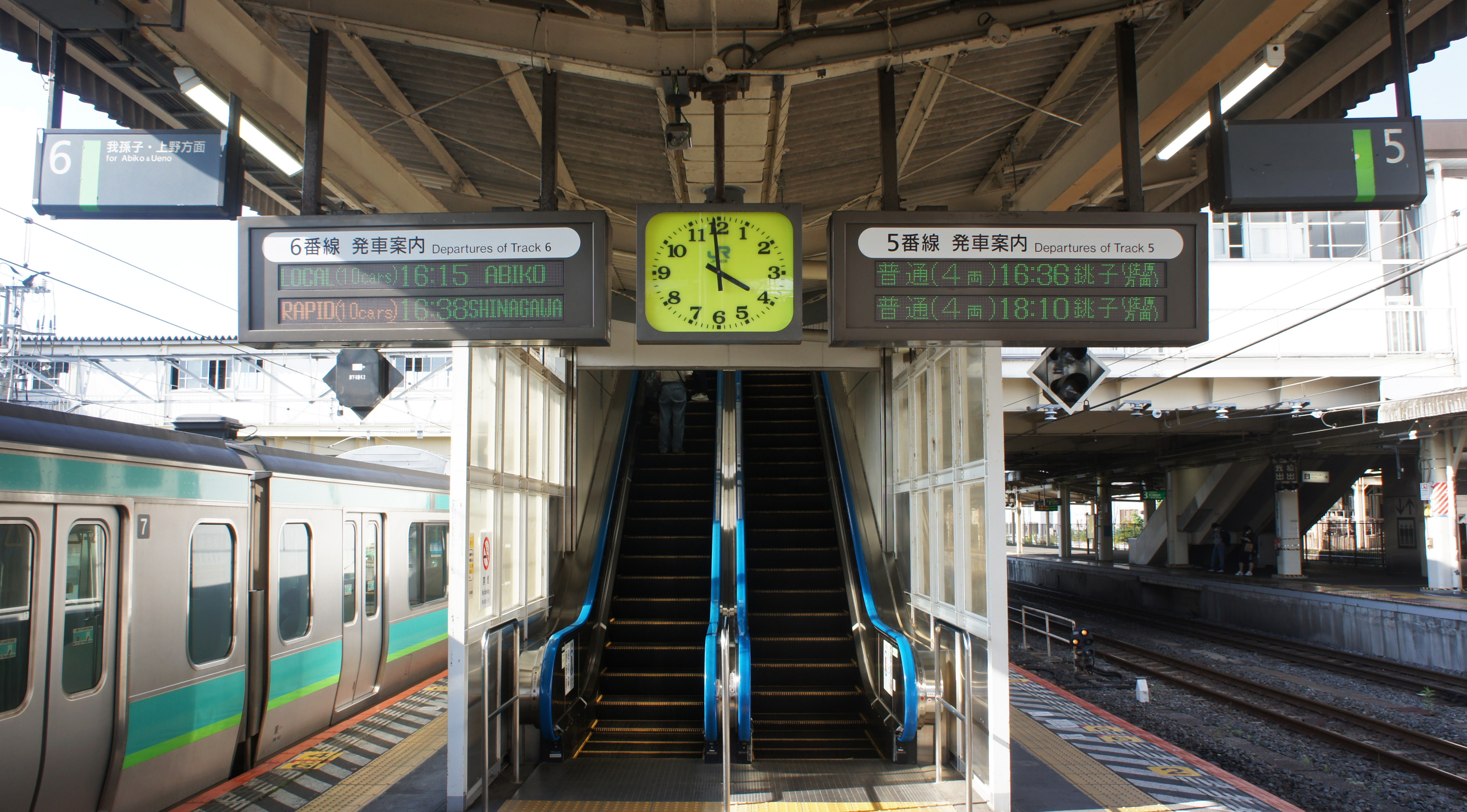
5・6番線ホーム（2021年5月）
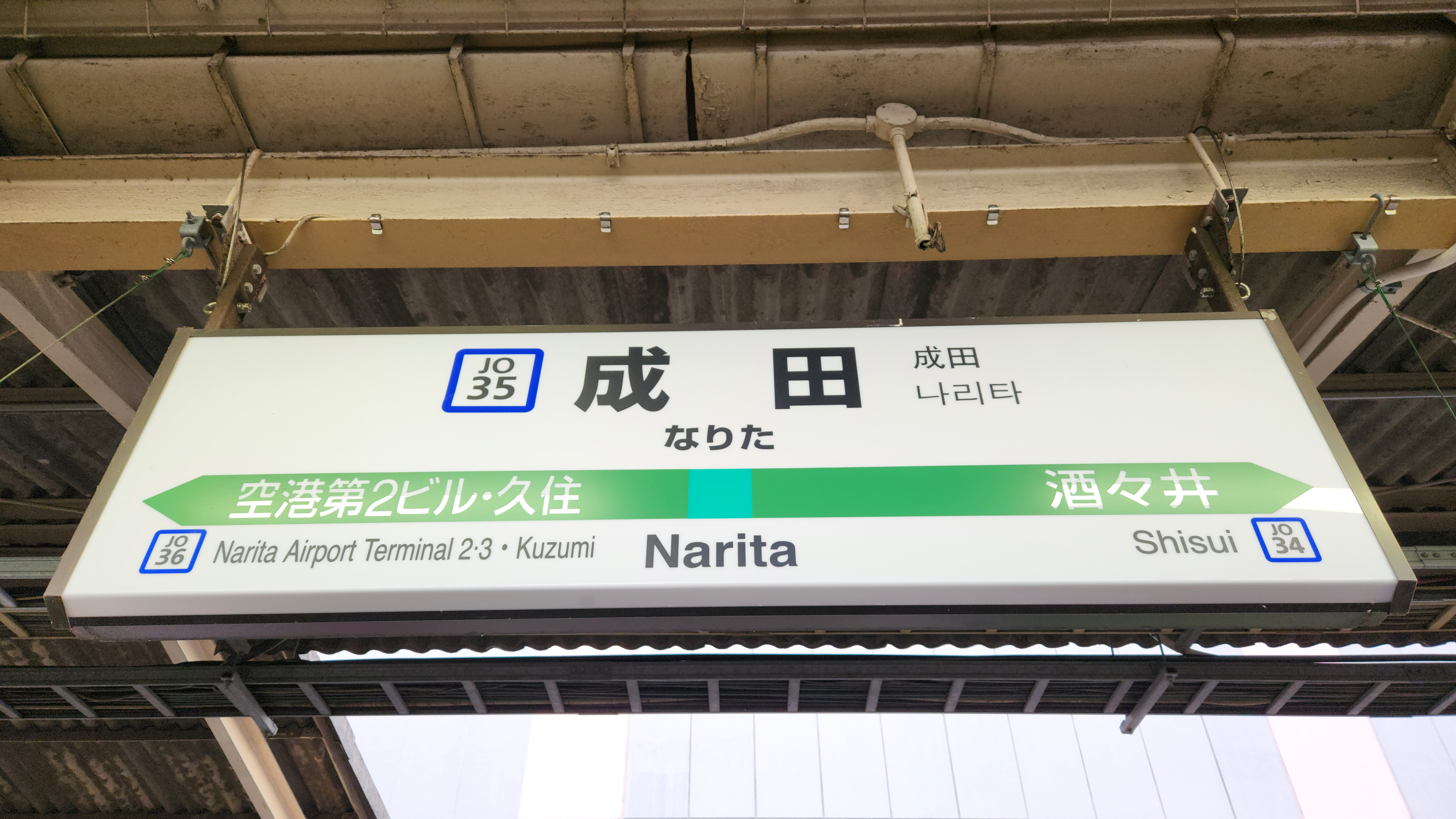
駅名標（2023年12月）
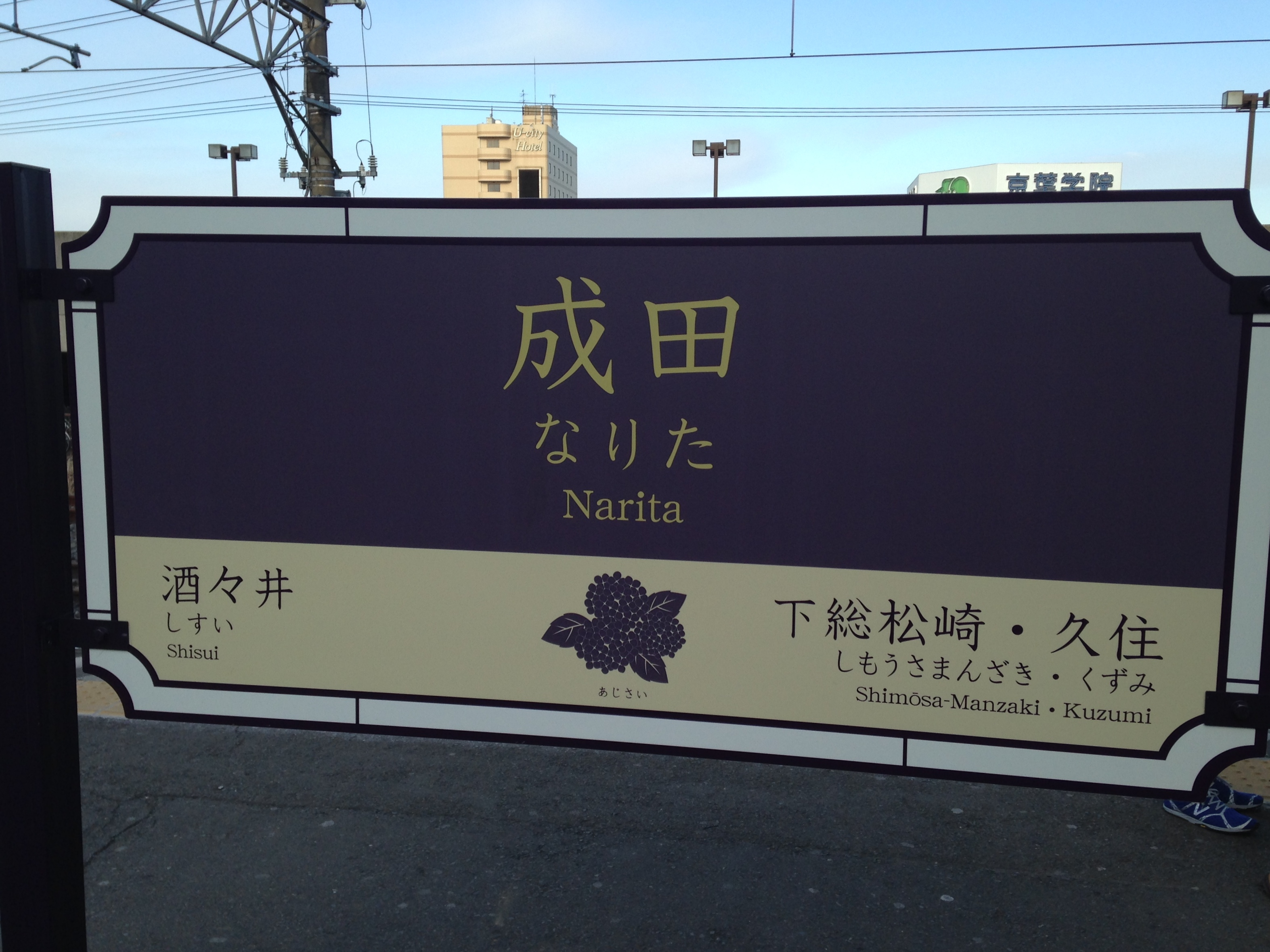
成田線専用デザイン駅名標（2014年3月）

## 駅弁
かつては地元の「桑原」が製造した駅弁が販売されていたが、2003年3月31日限りで構内営業から撤退した。店舗は3番線ホーム久住駅寄りにあった。
その後、土曜・休日や正月などに千葉駅で駅弁を販売している万葉軒が出張販売していたこともあったが、現在では駅弁販売は無い。
- 主な販売品目
  - とんかつ弁当
  - 五色弁当
  - 鶏御飯弁当

## 利用状況
2023年（令和5年）度の1日平均乗車人員は14,859人である。
JR東日本および千葉県統計年鑑によると、近年の1日平均乗車人員の推移は以下の通り。
| 年度               | 1日平均 乗車人員 | 出典     |
| ------------------ | ---------------- | -------- |
| 1990年（平成02年） | 16,467           | [ * 1 ]  |
| 1991年（平成03年） | 16,921           | [ * 2 ]  |
| 1992年（平成04年） | 17,588           | [ * 3 ]  |
| 1993年（平成05年） | 17,998           | [ * 4 ]  |
| 1994年（平成06年） | 17,830           | [ * 5 ]  |
| 1995年（平成07年） | 17,802           | [ * 6 ]  |
| 1996年（平成08年） | 17,771           | [ * 7 ]  |
| 1997年（平成09年） | 17,077           | [ * 8 ]  |
| 1998年（平成10年） | 16,651           | [ * 9 ]  |
| 1999年（平成11年） | 16,553           | [ * 10 ] |
| 2000年（平成12年） | 16,461           | [ * 11 ] |
| 2001年（平成13年） | 16,176           | [ * 12 ] |
| 2002年（平成14年） | 16,136           | [ * 13 ] |
| 2003年（平成15年） | 15,811           | [ * 14 ] |
| 2004年（平成16年） | 15,554           | [ * 15 ] |
| 2005年（平成17年） | 15,423           | [ * 16 ] |
| 2006年（平成18年） | 15,566           | [ * 17 ] |
| 2007年（平成19年） | 15,594           | [ * 18 ] |
| 2008年（平成20年） | 15,432           | [ * 19 ] |
| 2009年（平成21年） | 15,093           | [ * 20 ] |
| 2010年（平成22年） | 14,553           | [ * 21 ] |
| 2011年（平成23年） | 14,298           | [ * 22 ] |
| 2012年（平成24年） | 14,551           | [ * 23 ] |
| 2013年（平成25年） | 14,959           | [ * 24 ] |
| 2014年（平成26年） | 14,769           | [ * 25 ] |
| 2015年（平成27年） | 15,151           | [ * 26 ] |
| 2016年（平成28年） | 15,563           | [ * 27 ] |
| 2017年（平成29年） | 15,797           | [ * 28 ] |
| 2018年（平成30年） | 16,197           | [ * 29 ] |
| 2019年（令和元年） | 16,103           | [ * 30 ] |
| 2020年（令和02年） | 11,614           |          |
| 2021年（令和03年） | 12,779           |          |
| 2022年（令和04年） | 13,781           |          |
| 2023年（令和05年） | 14,859           |          |

## 駅周辺

### 参道口（中央口・東口）

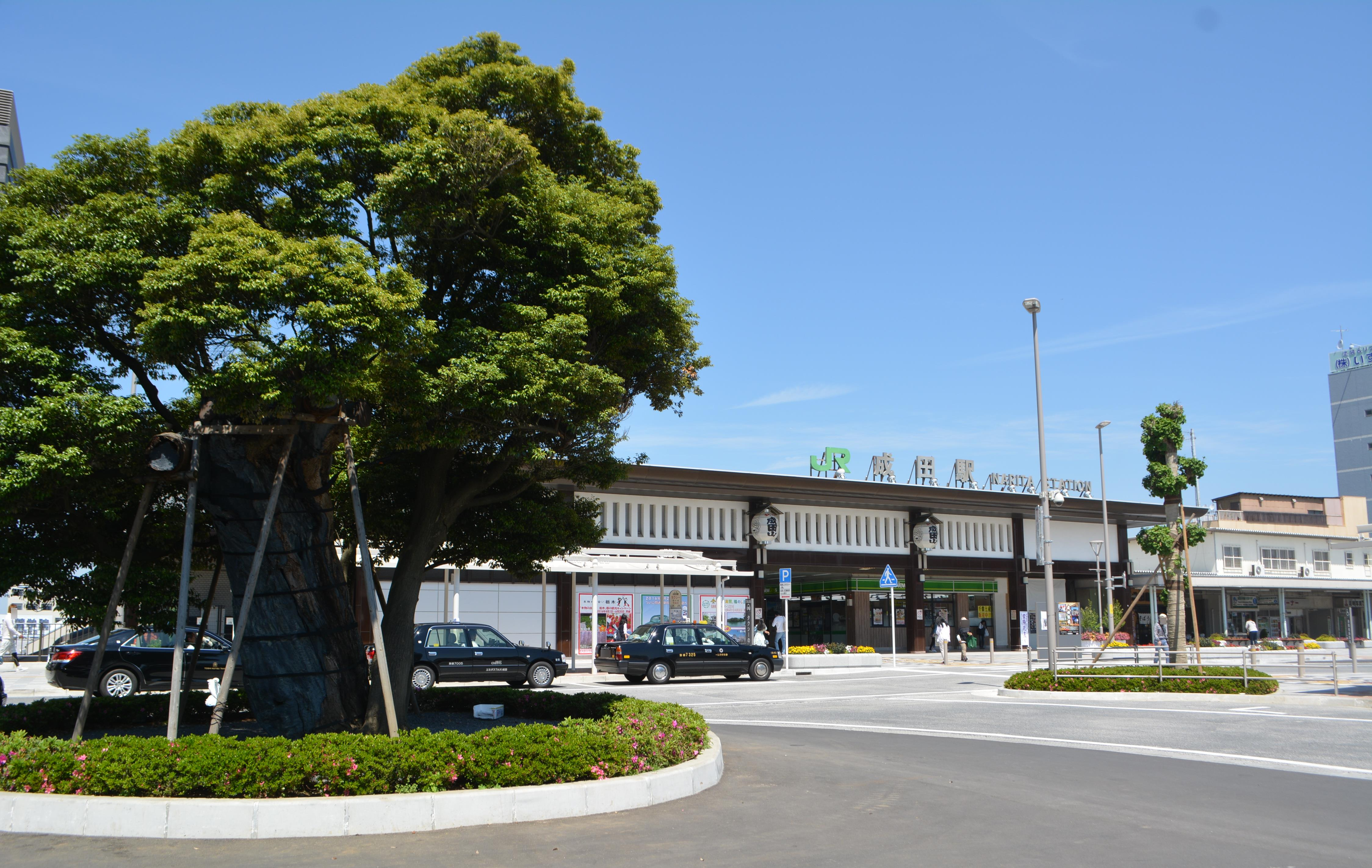
緑が植えられた東口駅前（2016年5月）

京成成田駅が隣接しており、成田山新勝寺表参道入口がある。また、駅前からの道を下ると成田市役所と国道51号へとつながっている。成田の旧市街地の玄関口となっている。2015年春には、成田市が駅前に整備したマンション、商業施設などが入る再開発ビル（スカイタウン成田）が完成、JR成田駅東口第二種市街地再開発事業は2016年3月に全て完了した。
2016年9月に京成成田駅西口（中央口）と共に「参道口」に呼称が統一されることが決まった。
- 京成成田駅（京成本線・東成田線） - 連絡通路が整備されている。
- 成田警察署 成田駅前交番
- 成田駅前観光案内所
- 成田山新勝寺表参道
- スカイタウン成田
  - 成田市文化芸術センター（スカイタウンホール・スカイタウンギャラリー）
  - 成田公共職業安定所（ハローワーク成田）駅前庁舎
- 千葉交通駅前ビル
  - 千葉銀行 成田支店
- 成田市役所
- メルキュールホテル成田
- 成田駅前郵便局
- 千葉興業銀行 成田支店
- みずほ銀行 成田支店
- りそな銀行 成田支店
- イオンタウン成田富里

### 西口
成田ニュータウンが広がっており、計画的に区画整理された地域が広がる。成田の新しい市街地の玄関口となっている。1974年から国鉄成田駅西口区画整理事業により造成工事が行われ、1986年4月6日に現在の西口広場が完成し、開通式が行われ、駅からニュータウンへ大通りで結ばれた。
駅西口広場は、地形の高低差を活かして東口と結ぶ自由通路を4階の高さに、3階部分が駅前ロータリーを跨ぐ空中回廊を形成し、1階（地上）のバス停、タクシーターミナル、ロータリーの対岸へ横断歩道を渡ること無く移動出来るようになった。高低差のある西口側に、階段、エスカレーター、エレベーターが設置されている。西口と東口を自転車利用者が行き来する場合には、自転車に乗ったまま自由通路やエレベーターを走行すると歩行者と接触する危険があるため、一旦自転車を降り、押して歩く必要がある。朝夕ラッシュ時等混雑時は、駅から長い坂道の南周りで約2 km、急勾配の北回りで約1 kmと遠回りせざるを得ない。
- 成田市駅前番所（市営交番）
- 成田U-シティホテル
- 成田西口郵便局
- 中台運動公園
- 印旛健康福祉センター成田支所（保健所）
- 成田公共職業安定所（ハローワーク成田）からべ庁舎
- 千葉県立成田国際高等学校
- 千葉県成田警察署
- 成田税務署

## バス路線

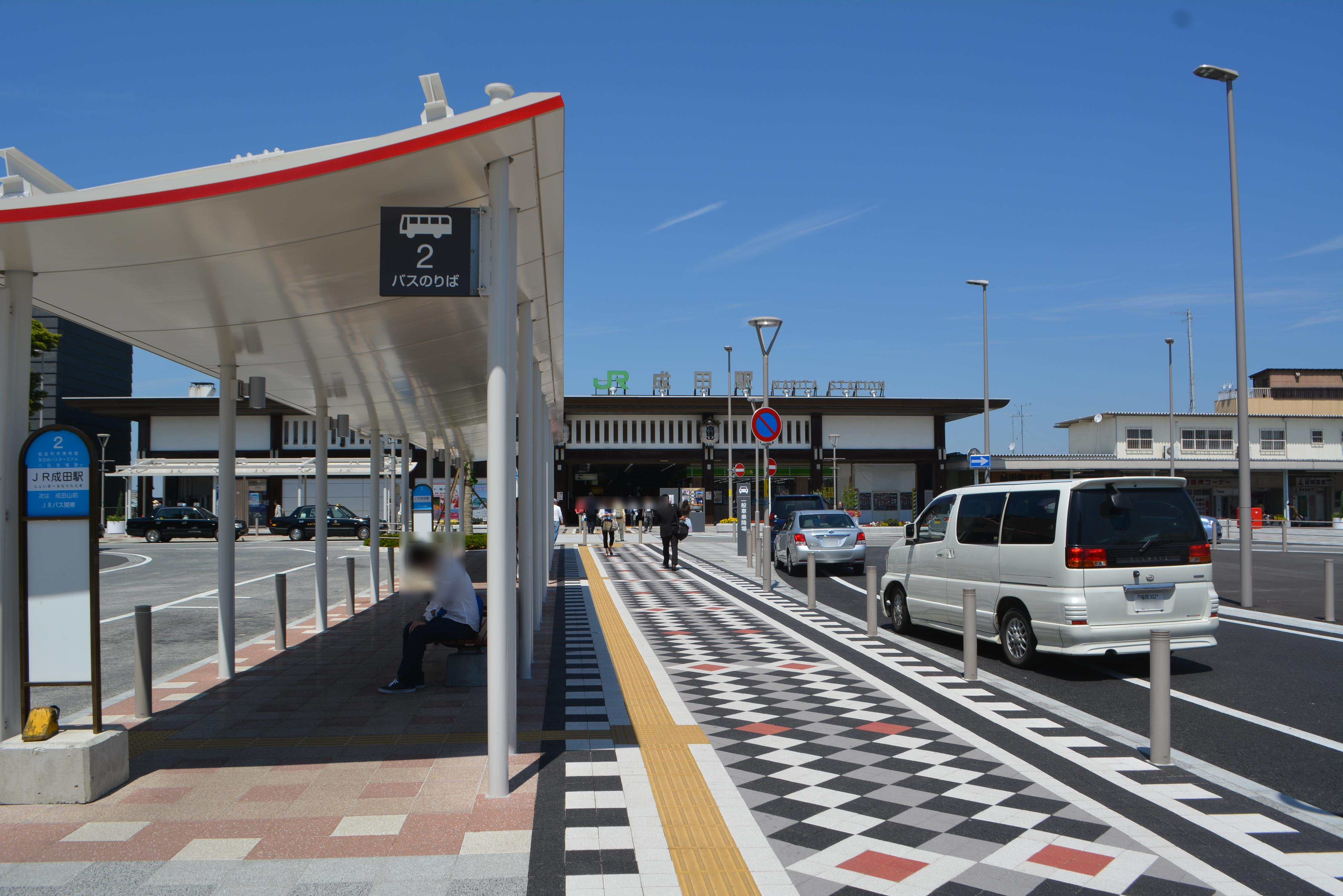
整備されたバス停と動線が分かりやすく彩られた駅前広場

東口、西口共にロータリーがあり、そこに京成バス千葉イースト、JRバス関東の路線バスが乗り入れている。JRバス関東の停留所名は単に「成田」である。
また、至近の京成成田駅停留所も利用可能。

### 参道口（中央口・東口）
成田駅再開発事業に伴い、2015年10月8日から以下の乗り場に変更となっている。
| 乗り場 | 運行事業者                       | 系統・行先                                             | 備考 |
| ------ | -------------------------------- | ------------------------------------------------------ | ---- |
| 1番線  | JRバス関東                       | 多古本線：八日市場駅 / 成田空港貨物管理ビル            |      |
| 2番線  | JRバス関東                       | 多古本線：八日市場駅 / 成田空港貨物管理ビル            |      |
| 3番線  | 各ホテル                         | 空港近隣ホテル送迎バス                                 |      |
| 4番線  | 各ホテル                         | 空港近隣ホテル送迎バス                                 |      |
| 5番線  | 京成バス千葉イースト・JRバス関東 | 国際医療福祉大学成田病院線：国際医療福祉大学成田病院行 |      |
| 6番線  | 京成バス千葉イースト             | 日赤・ボンベルタ線：ボンベルタ 宗吾線：宗吾霊堂        |      |

### 西口
| 乗り場 | 運行事業者           | 系統・行先                                       | 備考 |
| ------ | -------------------- | ------------------------------------------------ | ---- |
| 1番線  | 京成バス千葉イースト | 吾妻線：成田湯川駅 / 成田北高校                  |      |
| 2番線  | 京成バス千葉イースト | 中台線：成田湯川駅 / 成田北高校                  |      |
| 3番線  | 京成バス千葉イースト | 加良部・橋賀台線：はなのき台                     |      |
| 4番線  | 京成バス千葉イースト | 美郷台線：竜角寺台車庫 / 成田病院 / 大谷津球場前 |      |

## その他

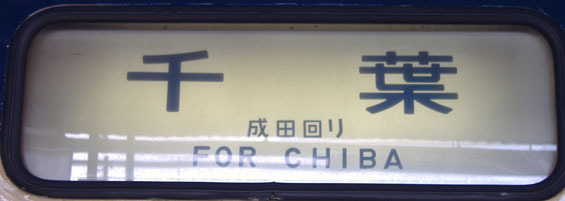
成田線経由千葉行の旧行先表示（2000年代後半以前）

- 当駅から東京都心へ直通する列車は、我孫子経由常磐線直通上野行（2015年3月14日ダイヤ改正で、朝夕の一部列車が上野東京ラインとして品川駅まで乗入）と佐倉・千葉経由総武快速線直通東京方面行（快速）の2つがあり、それぞれ日中ほぼ毎時1本ずつ運行される。都心の駅までは後者（総武快速線）の方が所要時間が短い。総武快速線開業前は千葉経由総武・中央線直通中野行（総武線内快速、中央線内各駅停車）が運行されていた時期があった。
- 休日おでかけパス（旧：ホリデー・パス）フリーエリアは当駅までであり、久住以遠から銚子方面へは使用出来ない（我孫子方面や成田空港方面へは使用可能）。
- 113系により総武本線千葉駅 - 銚子駅間をかつて運行していた普通列車で、佐倉駅 - 松岸駅間で成田線を経由する列車では行先表示器に「成田回り」と表示されていた。2000年代後半以降に導入された211系と209系は単に「成田線」表示のみである。
- 1935年7月18日まで使用されていた木造跨線橋は、木下駅へ移設された（同駅橋上駅舎供用後に解体）。
- 2015年6月10日、香取市立栗源中学校の3年生が京都へ修学旅行へ向かう途中、当駅で成田エクスプレスに乗車していた際、途中でドアが閉まり、一部生徒と校長がホームに取り残された。後続に乗車したが修学旅行専用新幹線に間に合わず、京都での一部日程をキャンセルする事態になった[15]。

## 隣の駅
東日本旅客鉄道（JR東日本）
■成田線（本線）
酒々井駅 (JO 34) - 成田駅 (JO 35) - 久住駅
■成田線（空港支線）
- 特急「成田エクスプレス」一部停車駅

■快速・■普通（各駅停車）
酒々井駅 (JO 34)（本線） -  成田駅 (JO 35) - 根古屋信号場 -（堀之内信号場）- 空港第2ビル駅 (JO 36)
■成田線（我孫子支線）
下総松崎駅 - 成田駅